# 파리지옥
파리지옥(--地獄)은 쌍떡잎식물 끈끈이귀개과의 여러해살이 식물로 곤충을 잡아먹으며 사는 식충식물이다. 야생종은 주로 북아메리카에 분포한다. 만약 벌레가 잎 안의 감각모(感覺毛)에 닿으면 잎을 닫아 가둔 뒤 소화액을 분비해 벌레를 분해하거나 소화시킨다. 높이는 주로 20cm에서 30cm이다. 이끼가 낀 습지에서 산다. 관상용이나 교재용으로 쓴다.
벌레가 안쪽을 한 번만 건드리면 잎이 오므려지지 않는다. 한 번 털을 건드린 후 20초가 지나기 전에 그 털이나 옆의 털을 또 한 번 건드려야 한다. 그렇게 두 번을 건드리면 0.03초라는 빠른 시간 안에 양쪽 잎이 확 접힌다. 낙엽 등 무생물이 우연히 떨어졌을 때 잎이 닫히는 것을 피하기 위해서이다.

## 생태

닫히는 덫
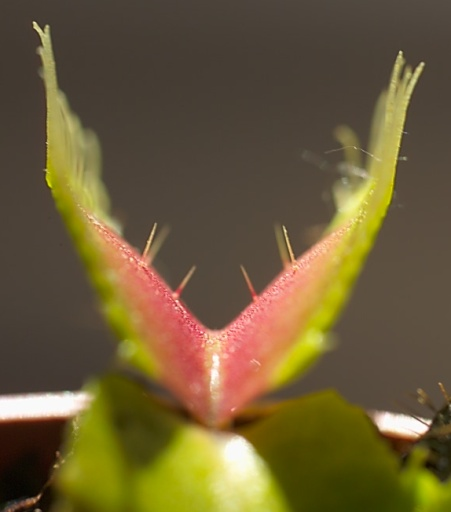
감각모(感覺毛)
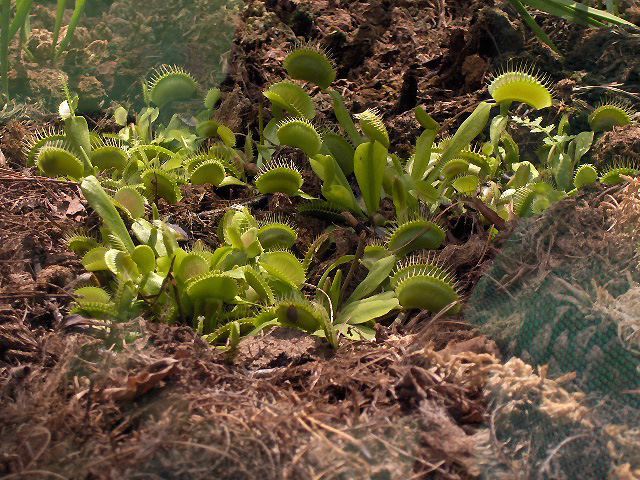
군락지
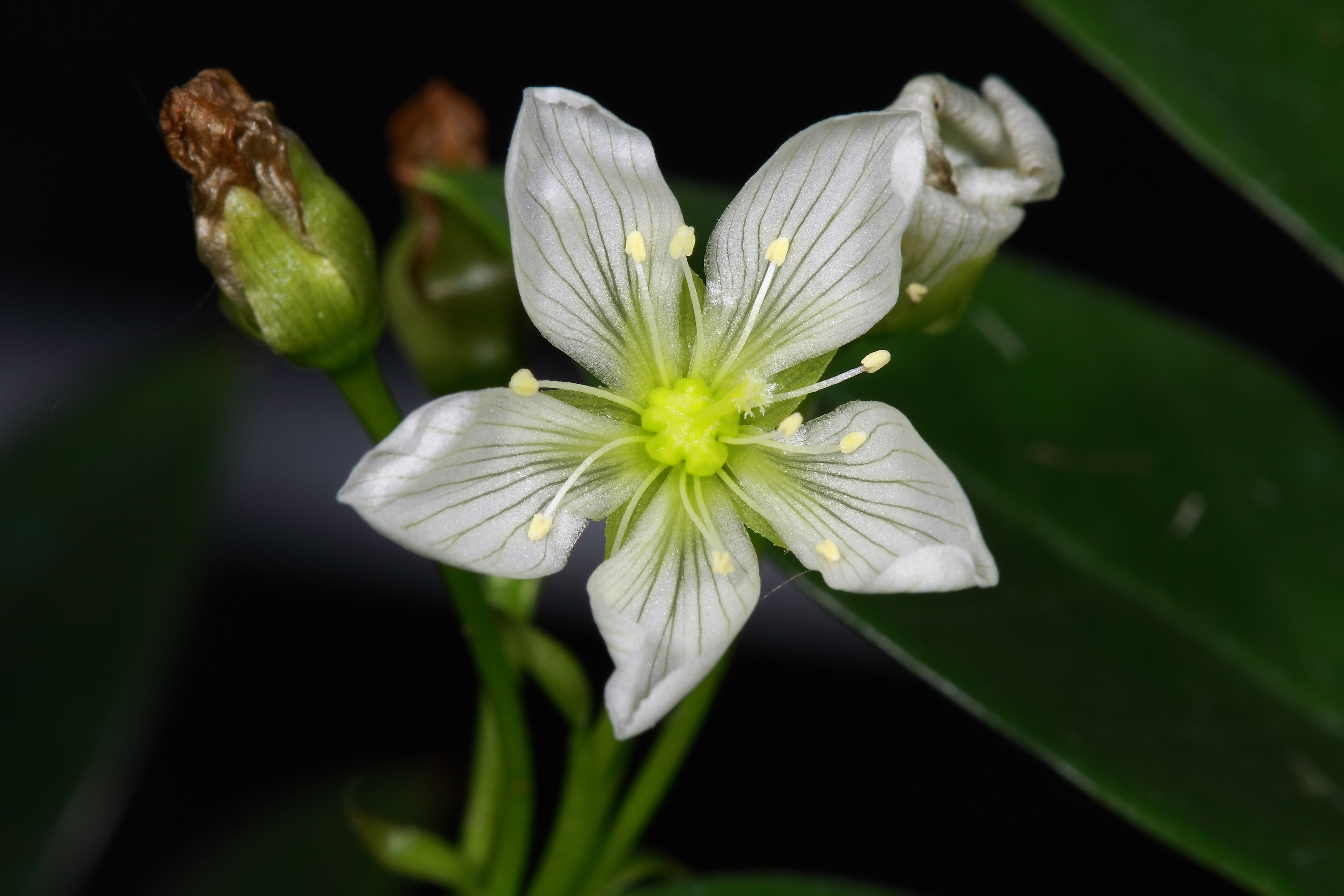
꽃
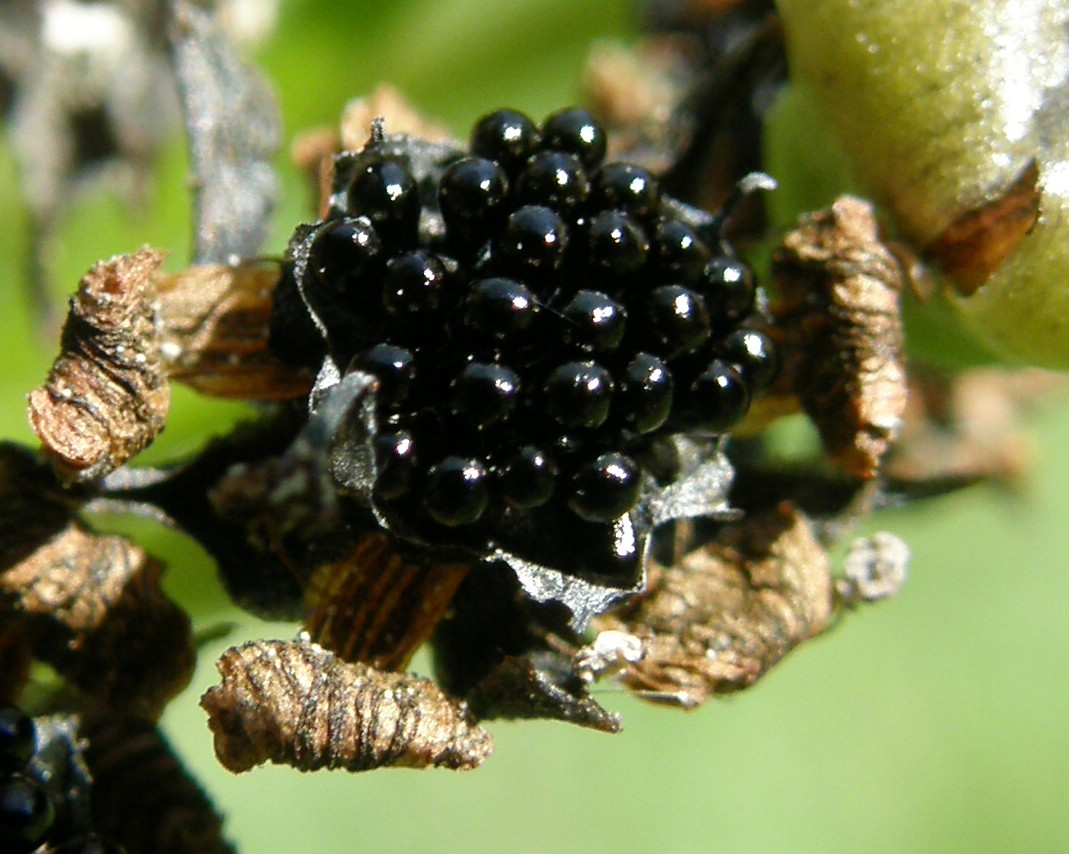
씨

## 같이 보기
- 식충식물
- 대체 암 치료법